# Кицин дім (мультфільм, 1982)
«Кицин дім» — радянський ляльковий мультфільм, який створила режисерка Маріанна Новогрудська за однойменною казкою Самуїла Маршака на творчому об'єднанні «Екран» у 1982 році. «Кицин дім» (1982) виявився безумовним успіхом композитора Максима Дунаєвського.

## Сюжет
До багатої Кішки з'їхалися гості: Півень, Курка, Коза, Козел та Свиня. У цей час до її будинку підходять її жебраки племінники Кошенята. Кішка гостинно зустрічає гостей, але проганяє Кошенят. Господиня водить гостей по дому та показує їм багатий інтер'єр. Гості захоплюються і кажуть, що Кошкін будинок обговорюють у всьому місті. Кошенята хочуть потрапити до будинку через балкон, але лякаються Козла. Вони спускаються з балкона та співають жалібну пісню, в якій просять нагодувати, обігріти та пошкодувати їх. Тим часом у будинку гості розважаються, а Котят проганяє Кошкін воротар Василь. Кішка показує гостям мишоловку, і воротар для демонстрації випускає двох мишей, проте миші тікають. Тоді воротар заводить механічну мишу, яка лякає гостей, Півень відстрибує до каміна, його хвіст спалахує і підпалює фіранки, від чого починається пожежа у всьому будинку. Гості розбігаються і не слухають Кошкіни прохання рятувати меблі. Гості відвозять лише рояль, а Василь насильно витягує Кішку з дому, щоб вона не загинула, намагаючись винести перські килими. Будинок згоряє вщент. Кішка та Василь засмучуються, що після пожежі вони стали нікому не потрібні. Вони просять жити до Кошенят, і ті приймають їх.

## Творці
| Автор сценарію       | Володимир Голованов                              |
| Режисер              | Маріанна Новогрудська                            |
| Художник-постановник | Галина Біда                                      |
| Оператор             | Євген Туревич                                    |
| Композитор           | Максим Дунаєвський                               |
| Аранжування          | Вадим Голутвін                                   |
| Мультиплікатори      | Тетяна Молодова, Павло Петров, Володимир Кадухін |
| Звукооператор        | Віталій Азаровський                              |
| Ролі озвучували      | В'ячеслав Невинний, Ірина Муравйова              |
| Художники            | В. Дмитрієва, Андрій Пучнін                      |
| Монтаж               | Людмила Рубан                                    |
| Редактор             | Олександр Тимофіївський                          |
| Директор картини     | Є. Бобровська                                    |